# Stygobromus flagellatus
Stygobromus flagellatus is een vlokreeftensoort uit de familie van de Crangonyctidae. De wetenschappelijke naam van de soort is voor het eerst geldig gepubliceerd in 1896 door Benedict.